# Cathédrale du Christ de Nassau
La cathédrale du Christ est une cathédrale anglicane située à Nassau, aux Bahamas. Elle est le siège du diocèse anglican des Bahamas et des îles Turques-et-Caïques. Elle est généralement considérée comme la « Mère-Église » de toutes les églises anglicanes aux Bahamas et dans les îles Turques-et-Caïques.

## Historique

### Édifices préalables
En 1670, le roi Charles II octroie la colonie des Bahamas aux propriétaires terriens de la province de Caroline avec pour mission principale de « construire des églises et des chapelles dans le but de promouvoir la religion chrétienne ».
La première église a été construite entre 1670 et 1684, à l'ouest de l'actuelle église, mais elle a été détruite par les Espagnols en 1684. Une deuxième, une troisième (1724) puis une quatrième église sont construites, cette dernière étant en pierre de taille. Un clocher est ajouté en 1774, remplacé par une tour carrée en 1830. En 1834, une loi est votée pour l'agrandissement de l'église.

### Édifice actuel
Une cinquième église est construite, en remplacement de la précédente mais comprenant la tour de la quatrième église. Elle est inaugurée en 1841. En 1861, l'église paroissiale devint une cathédrale et Nassau une ville.
La dernière restauration de la cathédrale a été achevée en 1995.

## Considérations religieuses
Cette cathédrale est généralement considérée comme la « Mère-Église » de toutes les églises anglicanes aux Bahamas et dans les îles Turques-et-Caïques.

## Architecture extérieure
Le bâtiment, d'architecture gothique, est fabriqué à partir de blocs de calcaire taillés localement et qui sont maintenus ensemble — mais pas entièrement — par leur taille et par le poids de la gravité et non par le ciment. Dans le cadre d'un projet de rénovation dans les années 1990, un certain nombre de projets ont été menés à bien : la construction de bancs en acajou, fabriqués par un artisan local, Lloyd M. Toppin ; la pose de carreaux au sol et de tuiles ; l'installation de vitraux sur les côtés nord et sud de la cathédrale, fabriqués par la Statesville Stained Glass Compony de Statesville, en Caroline du Nord.

## Architecture intérieure et décoration
Dans le projet de rénovation ont été ajoutés deux panneaux latéraux, fabriqués en France par M. Fassi-Cadet à Nice ainsi que la restauration des fenêtres est représentant la Crucifixion, le tombeau vide et l'Ascension. C'est un cadeau de Charles A. Munroe, un Américain, qui a passé de nombreuses années aux Bahamas. Ils ont été remis en mémoire de son fils, le lieutenant Logan Munroe, décédé le 16 juin 1945 dans le Pacifique sud au cours de la Seconde Guerre mondiale. Elles ont été inaugurées en mars 1949.